# Jan Kopic
Jan Kopic (Humpolec, 4 de junio de 1990) es un futbolista checo que juega en la demarcación de centrocampista para el F. C. Viktoria Plzeň de la Liga de Fútbol de la República Checa.

## Selección nacional
Tras jugar en la selección de fútbol sub-20 de la República Checa y en la sub-21, finalmente el 3 de junio de 2014 hizo su debut con la selección absoluta en un encuentro amistoso contra Austria que finalizó con un resultado de 1-2 a favor del combinado austriaco tras los goles de Tomáš Hořava para la selección checa, y de Marcel Sabitzer y Julian Baumgartlinger para Austria. Además jugó cuatro partidos de la clasificación para la Copa Mundial de Fútbol de 2018.

### Goles internacionales
| # | Fecha                | Estadio                                          | Oponente   | Gol | Resultado | Competición                                          |
| - | -------------------- | ------------------------------------------------ | ---------- | --- | --------- | ---------------------------------------------------- |
| 1 | 31 de agosto de 2016 | Městský stadion, Mladá Boleslav, República Checa | Armenia    | 3–0 | 3-0       | Amistoso                                             |
| 2 | 5 de octubre de 2017 | Estadio Olímpico de Bakú, Bakú, Azerbaiyán       | Azerbaiyán | 1-1 | 1–2       | clasificación para la Copa Mundial de Fútbol de 2018 |
| 3 | 8 de octubre de 2017 | Doosan Arena, Pilsen, República Checa            | San Marino | 3-0 | 5-0       | clasificación para la Copa Mundial de Fútbol de 2018 |

## Clubes
| Club                   | País            | Año       | Partidos | Goles |
| ---------------------- | --------------- | --------- | -------- | ----- |
| F. C. Vysočina Jihlava | República Checa | 2010      | 0        | 0     |
| F. K. Čáslav           | República Checa | 2010      | 13       | 2     |
| F. C. Vysočina Jihlava | República Checa | 2010-2011 | 12       | 0     |
| F. K. Jablonec         | República Checa | 2011-2015 | 152      | 31    |
| F. C. Viktoria Plzeň   | República Checa | 2015-     | 334      | 54    |

## Palmarés

### Campeonatos nacionales
| Título                               | Club                 | País            | Año  |
| ------------------------------------ | -------------------- | --------------- | ---- |
| Copa de la República Checa           | F. K. Jablonec       | República Checa | 2013 |
| Supercopa de la República Checa      | F. K. Jablonec       | República Checa | 2013 |
| Supercopa de la República Checa      | F. C. Viktoria Plzeň | República Checa | 2015 |
| Liga de Fútbol de la República Checa | F. C. Viktoria Plzeň | República Checa | 2016 |
| Liga de Fútbol de la República Checa | F. C. Viktoria Plzeň | República Checa | 2018 |
| Liga de Fútbol de la República Checa | F. C. Viktoria Plzeň | República Checa | 2022 |